# سام ميلفيل
سام ميلفيل (بالإنجليزية: Sam Melville)‏ هو ممثل أمريكي، ولد في 20 أغسطس 1936 في الولايات المتحدة، وتوفي في 9 مارس 1989 بلوس أنجلوس في الولايات المتحدة.

## أعمال

### أفلام
- (1968) علاقة توماس كراون

## وصلات خارجية
- سام ميلفيل على موقع IMDb (الإنجليزية)
- سام ميلفيل على موقع أول موفي (الإنجليزية)
- سام ميلفيل على موقع إن إن دي بي (الإنجليزية)
- سام ميلفيل على موقع قاعدة بيانات الفيلم (الإنجليزية)